# Школа № 15 (Мелітополь)
Мелітопольська середня школа № 15 – загальноосвітній навчальний заклад у місті Мелітополь Запорізької області. Знаходиться на вул. Гризодубової, 54. У школі 812 учнів, 28 класів та 87 співробітників. Мова викладання українська, профіль правовий та екологічний.

## Історія
Школа заснована в 1974.
Школа отримала комп'ютерний клас однієї з перших у місті. До 2011 ці комп'ютери застаріли, і школа отримала новий комп'ютерний клас в подарунок від компанії Kyivstar.

## Досянення
Школа є однією з перших у місті за кількістю медалістів та за результатами міських предметних олімпіад. Учениця школи Ольга Зінченко була призером Всеукраїнської олімпіади з англійської мови.
З 2007 року школа була експериментальним навчальним закладом із впровадження валеологічних програм та сприяння здоров'ю учнів. У 2012 році школа стала переможцем Всеукраїнського конкурсу «Школа сприяння здоров'ю». Щоліта на базі школи організується дитячий оздоровчий табір.

## Директори
- Надія Сергіївна Дойнеко - директор у 2009 році[9]
- Наталія Володимирівна Коваль - директор з 2011 року[10]

## Відомі вчителі
- Яніна Григоренко – вчитель хімії, переможець обласного конкурсу «Учитель року» (2010)[11]